# Тишко, Михаил Алексеевич
Михаил Алексеевич Тишко (род. 15 января 1959 года, Харьков) — советский и украинский шпажист, бронзовый призёр Олимпийских игр 1988 года. Мастер спорта СССР международного класса. Капитан МВД Украины.
Занимался фехтованием под руководством Леонида Авербаха.
Образование высшее — Харьковский государственный университет имени А. М. Горького (ныне — Харьковский национальный университет имени В. Н. Каразина), факультет иностранных языков. В совершенстве владеет немецким языком.
После завершения спортивной карьеры занялся тренерской деятельностью. В 2011 году был утверждён на посту старшего тренера мужской сборной Украины по шпаге.

## Спортивные достижения
- Бронзовый призёр Олимпийский игр в командном первенстве (1988, Сеул).
- Чемпион мира 1987.
- Серебряный призёр чемпионата мира, 1986.
- Двукратный бронзовый призёр чемпионатов мира.
- Пятикратный обладатель Кубка Европы.
- Многократный призёр чемпионатов СССР.
- Многократный чемпион и призёр чемпионатов и кубков Украины.
- Бронзовый призёр международных соревнований «Дружба-84».